# Поверхностная реконструкция
Поверхностная реконструкция (англ. surface reconstruction) — процесс модификации (перестройки) поверхностного слоя кристалла, в результате которой его атомная структура существенным образом отличается от структуры соответствующих атомных плоскостей в объёме кристалла. Термин «реконструкция» используется также для обозначения самой реконструированной поверхности.

## Описание
В то время как реконструкция наблюдается для ограниченного числа металлических поверхностей, она является характерной чертой для большинства поверхностей полупроводников. В случае полупроводника объемоподобная свободная поверхность нестабильна из-за наличия большого количества ненасыщенных (оборванных) связей. Для того чтобы уменьшить свободную энергию поверхности, атомы смещаются из своих первоначальных положений, чтобы, образовав связи друг с другом, насытить оборванные связи. Дальнейшее уменьшение энергии поверхности происходит за счёт переноса заряда между оставшимися ненасыщенными связями. С другой стороны, смещение атомов приводит к возникновению механических напряжений в решетке, что увеличивает свободную энергию поверхности. Результат взаимодействия этих двух тенденций и определяет конкретную структуру реконструированной поверхности. Обычно реконструкция верхнего слоя сопровождается релаксацией более глубоких слоев.
Адсорбция на поверхности субмонослойных плёнок часто приводит к смене реконструкций на поверхности. В этом случае говорят о реконструкциях, индуцированных адсорбатами. Для обозначения реконструкций обычно используют запись Вуд или матричную запись Парка–Маддена, которые связывают двумерную решетку реконструкции с решеткой идеальной плоскости в объёме.